# Onésime dresseur d'hommes et de chevaux

Onésime dresseur d'hommes et de chevaux est un film muet français réalisé par Jean Durand et sorti en 1913.

## Résumé
Onésime, victime du chômage, écrit au président américain afin d'obtenir un emploi de gardien dans un ranch. Cela est accordé, mais sur place il ne réussit qu'à apprivoiser un âne. Désarçonné, il est pris en pitié par la femme d'un cow-boy. Mais le mari, terriblement jaloux, le fait enlever. Jeté dans une fosse il ne doit son salut qu'à cette femme. Rattrapé, il doit subir le duel du chausson...

## Fiche technique
- Réalisation : Jean Durand
- Opérateur : Paul Castanet
- Production : Gaumont
- Format : muet - noir et blanc - 1,33:1 - 35 mm
- Genre : comédie
- Éditions : CCL
- Programme : 4397
- Durée : 288 m, pour une version en DVD de 13 minutes
- Sorti le 17/10/1913, réédité le 03/03/1916

## Distribution
- Ernest Bourbon : Onésime
- Gaston Modot: Le cow-boy jaloux, rival d'Onésime et à la fin du film un enfant en pull marin jouant à la corde
- Édouard Grisollet : L'arbitre du duel
- (?) : Le courrier
- (?) : La femme du cow-boy jaloux